# Nočni metulji
Nočni metulji ali nočniki so običajno manj barviti od dnevnih metuljev. Opazimo jih ponoči ali ob mraku. Podnevi mirujejo na drevesnih deblih ali na odpadlem listju, kjer jih zaradi rjavo-sive barve težko opazimo.
V pogovornem jeziku jih imenujejo tudi vešče, kar je neposrečen sinonim za nočne metulje. Biološko gledano so vešče drobni nočni metulji iz družine Pyralidae.  
Poznamo najmanj 150.000 različnih nočnih metuljev; za primerjavo, dnevnih je le približno 15.000. Čeprav je res, da jih velika večina leta v mraku in ponoči, jih je kar nekaj dnevnih letalcev. 
Nočniki, kot je na primer sviloprejka (Bombyx mori), so sicer ljudem koristni, je pa tudi nekaj vrst med njimi, ki so škodljive. Mednje štejemo nočne metulje, ki uničujejo žitne pridelke, sadeže in drevje. 
Npr. suknarskega molja (Tineola bisselliella), ki povzroča škodo na volnenih izdelkih, in veščice (Gelechioidea), ki razširjajo bolezenske okužbe na živini, ko srkavajo vlago, ki se nabira okoli oči. 
Pretežni del nočnikov pa je neškodljiv, saj so opraševalci cvetja in so življenjsko pomembni del narave.

## Seznam nočnih metuljev

### Vrste velikih nočnih metuljev
- Acherontia atropos (smrtoglavec)
- Actias luna
- Ascalapha odorata
- Attacus atlas - največja vešča na svetu
- Eacles imperialis
- Opodiphthera eucalypti (avstralska cesarska vešča)

### Nočni metulji, ki so ekonomsko pomembnejši
- Bombyx mori (sviloprejka)
- Cryptoblabes gnidiella – sadni škodljivec
- Cydia nigricana (grahov zavijač)
- Cydia pomonella  (jabolčni zavijač) – sadni škodljivec
- Ephestia elutella (tobakova vešča)– škodljivec skladiščenega kakava in tobaka
- Epiphyas postvittana – škodljivec avstralskih orhidej
- Eupoecillia ambiguella (pasasti grozdni sukač) - škodljivec vinske trte
- Helicoverpa armigera (južna plodovrtka) - večji kmetijski škodljivec
- Helicoverpa zea – večji kmetijski škodljivec
- Lymantria dispar (navadni gobar)
- Ostrinia nubilalis (koruzna vešča)
- Plodia interpunctella (krhljev molj) – škodljivec v skladiščih žitaric
- Plutella xylostella  (kapusov molj)
- Sparganothis pilleriana (trsni sukač) - škodljivec vinske trte
- Spodoptera exempta – večji kmetijski škodljivec v Afriki
- Spodoptera exigua  – večji kmetijski škodljivec
- Thaumetopoea processionea  (hrastov sprevodni prelec)– hrastov škodljivec

## Razlike
|                    | Dnevni metulji       | Nočni metulji                                  |
| ------------------ | -------------------- | ---------------------------------------------- |
| Tipalke            | betičaste            | nitaste, glavničaste ali peresaste             |
| Povezava med krili |                      | prisotna (povezana z močno ščetino - frenulum) |
| Zlaganje kril      | pokončno nad telesom | strehasto ob telesu ali razprta                |
| Aktivnost          | dan                  | dan in noč                                     |